# Lazar Marjanović
Lazar Marjanović (in serbo Лазар Марјановић?; Niš, 8 settembre 1989) è un ex calciatore serbo, di ruolo attaccante.

## Carriera
Ha giocato nella massima serie dei campionati bosniaco, serbo, ungherese e georgiano.